# Вісенті Лукаш
Вісенті да Фолонсека Лукаш (порт. Vicente da Fonseca Lucas; нар. 24 вересня 1935, Лоуренсу-Маркіш, Португальська Східна Африка) — португальський футболіст та тренер, виступав на позиції центрального захисника.

## Клубна кар'єра
Народився в місті Лоуренсу-Маркіш, Португальська Східна Африка. Футболом розпочав займатися 1954 року в місцевому клубі «Прімейру ді Маю». Того ж року талановитого центрального захисника помітили в метрополії, тому Вісенте перебрався в «Белененсеш». У складі клубу відграв 13 сезонів в Прімейра-Лізі. У 1960 році разом з «Белененсеш» виграв Кубок Португалії.
По завершенні чемпіонату світу 1966 року потрапив в автокатастрофу, під час якої в око гравцеві потрапив шматок скла. Через цю травму 30-річний гравець змушений був завершити футбольну кар'єру. Запам'ятався декількома схвальними відгуками від тогочасних футбольних зірок, не здійснюючи при цьому жодного порушення правил проти своїх опонентів, а Пеле назвав Вісенті найкращим захисником, проти якого він коли-небудь грав.

## Кар'єра в збірній
У футболці національної збірної Португалії дебютував 3 червня 1959 року в переможному (1:0) поєдинку проти Шотландії. Учасник чемпіонату світу 1966 року в Англії. Зіграв у трьох поєдинках групового етапу та в переможному (5:3) поєдинку 1/4 фіналу проти Північної Кореї. Допоміг португальській збірній завоювати бронзові нагороди турніру. Його звинувачували в порушенні правил на Пеле в переможному (3:1) поєдинку групового етапу проти Бразилії, проте насправді порушував правила його партнер по збірній Жуан Мораїш У національній команді зіграв 20 матчів.

## Тренерська кар'єра в збірній
У період з 1979 по 1981 рік по одному сезону провів на тренерському містку клубів четвертого дивізіону португальського чемпіонату «Аміенсі» та «Сесімбра». У сезоні 1990/91 років став одним з чотирьох тренерів, які керували «Белененсеш». Проте на посаді головного тренера перебував лише в одному матчі (програному його рідною команду з рахунком 1:2) та не зміг допомогти клубу уникнути пониження в класі.

## Особисте життя
Старший брат Вісенте, Мататеу, також футболіст. Грав на позиції нападника, протягом 13 років виступав за «Белененсеш» (у тому числі й 10 років обидва брати грали разом), а також у національній збірній Португалії.

## Досягнення

### Клубні
«Белененсеш»
- Кубок Португалії
  -  Володар (1): 1959/66

### Збірна
- Чемпіонат світу
  -  Бронзовий призер (1): 1966